# NGC 4772
NGC 4772 (również PGC 43798 lub UGC 8021) – galaktyka spiralna (Sa), znajdująca się w gwiazdozbiorze Panny. Została odkryta 24 stycznia 1784 roku przez Williama Herschela. Jest to galaktyka z aktywnym jądrem typu LINER.
W galaktyce tej zaobserwowano supernowe SN 1988E i SN 2012cu.